# Eishockey-Weltmeisterschaft 1994
Die Internationale Eishockey-Föderation veranstaltete im Jahre 1994 die 58. Eishockey-Weltmeisterschaften.

## Die Turniere im Überblick

### Herren
Die 58. Eishockey-Weltmeisterschaft fand an folgenden Orten und Terminen statt:
A-Weltmeisterschaft: 25. April bis 8. Mai in Bozen (Sparkasse Arena), Canazei und Mailand (Italien)
B-Weltmeisterschaft: 7. April bis 17. April in Kopenhagen (Dänemark)
C1-Weltmeisterschaft: 18. März bis 27. März in Poprad und Spišská Nová Ves (Slowakei)
C2-Weltmeisterschaft: 13. März bis 19. März in Barcelona (Spanien)
Insgesamt nahmen 35 Mannschaften an diesen Weltmeisterschaften teil, was einen neuen Rekord bedeutete; hinzu kamen noch zwei weitere in der Qualifikation zur C2-Gruppe gescheiterte Mannschaften. Ursprünglich sollten 36 Mannschaften teilnehmen, jedoch verzichtete Nordkorea auf eine Teilnahme und stieg somit automatisch ab.

### Frauen
Zum dritten Mal wurden 1994 eine Frauen-Eishockey-Weltmeisterschaft ausgetragen. Das WM-Turnier fand vom 11. bis zum 17. April in Lake Placid in den USA statt.

### Junioren
Die 18. U20-Junioren-Weltmeisterschaften fanden in diesem Jahr an folgenden Orten statt:
Junioren-A-Weltmeisterschaft: 26. Dezember 1993 bis 4. Januar 1994 in Frýdek-Místek (Tschechien)
Junioren-B-Weltmeisterschaft: 27. Dezember 1993 bis 5. Januar 1994 in Bukarest (Rumänien)
Junioren-C-Weltmeisterschaft: 30. Dezember 1993 bis 3. Januar 1994 in Odense und Esbjerg (Dänemark)
Das Qualifikationsturnier zur C-Gruppe wurde vom 1. bis 7. November 1993 in Nitra und Nové Zámky in der Slowakei ausgetragen.